# Daniël Otten
Daniël Otten (1938 – 2024) was een Nederlands violist.

## Familie

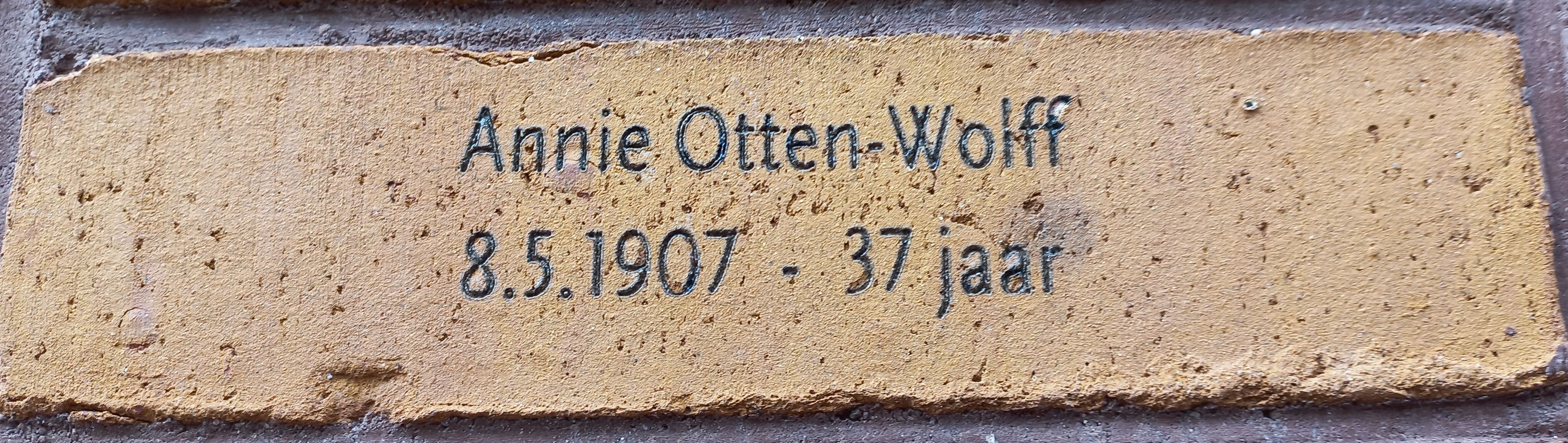
Naamsteen moeder Holocaust Namenmonument (mei 2024)

Hij is zoon van lerares Frans Annie Emilie Wolff en arts Daniël Johannes Otten. Beiden waren muzikaal, zij op piano en hij op de viool. Zijn vader overleed nog voordat hij geboren was bij een verkeersongeluk op een spoorwegovergang.
Zijn jeugd tijdens de Tweede Wereldoorlog was er een van op de vlucht en waakzaam zijn. Zijn Joodse moeder raakte door de arisering onder het Nazi-regime haar baan kwijt. Ze was docent Frans. Vanwege haar gemengde huwelijk was ze echter nog enigszins veilig, totdat ook zij moest onderduiken om aan deportatie te ontkomen. Bij een adres in Hulshorst ging het mis, zij werd verraden en alsnog op transport gezet richting Kamp Westerbork en concentratiekamp Auschwitz naar Bergen-Belsen, alwaar zij werd omgebracht. In 2022 werd zij herdacht middels een Stolperstein. Ook andere familieleden werden in kampen omgebracht. Otten zelf werd dat lot bespaard als kind van een niet Joodse vader. Hij werd opgevoed in een pleeggezin in Eindhoven. Daniël Otten is getrouwd met Marijke Delmonte.

## Loopbaan
In die stad kreeg hij vanaf zijn achtste muzieklessen aan de plaatselijke muziekschool. Die lessen lopen door terwijl hij de Hogereburgerschool doorloopt. De laatste jaren van de middelbare school reisde hij om de veertien dagen naar Amsterdam voor privéles van Gijs Beths. Diezelfde leraar kreeg hij aan het Muzieklyceum Amsterdam; na de hbs te hebben afgerond. Na leerling te zijn geweest van Beths, werd hij leerling van Oskar Back. Otten werkte de vijfjarige studie in drie jaar af; in 1959 is hij gediplomeerd soloviolist. Zijn studie werd onderbroken door het vervullen van de militaire dienstplicht, Otten studeerde zelf verder. 
Zijn naam duikt beginjaren zestig op tijdens concerten in Leiden en Rotterdam; zo soleerde hij in 1962 bij het Symfonisch Kamerorkest van Jaap Stotijn. In dat jaar deed hij mee aan het Internationaal Tsjaikovski-concours in Moskou. Hij werd eerst orkest-violist en tweede concertmeester bij het Zuid-Hollands Orkest en even later (1964) bij het Rotterdams Philharmonisch Orkest. In 1974 koos hij voor het beroep van onafhankelijk violist. Hij gaf recitals met pianist Johan Otten (oom), George van Renesse en schoolconcerten met Johan Patist. Hij was tevens begenadigd beoefenaar van kamermuziek.
Hij had een uitgebreid repertoire waarmee hij over de wereld reisde en was ook wel op de radio te beluisteren. Hij koos daarbij niet zelden voor de wat minder bekende vioolstukken. 
Hij gaf les aan het Conservatorium van Hilversum, Tilburg en Amsterdam.
Zijn actieve loopbaan liep van 1960 tot 2002. Tijdens zijn “pensioen”, verdiepte hij zich in zijn familiegeschiedenis.
Van zijn hand verscheen voorts:
- Get more out of your violin playing, een werkboek over vioolspel
- Annie, -een Joodse weduwe en haar zoon in de greep van bezetting en vervolging.- (2012, Walburg)
- Annie & Jacques, een briefwisseling tussen Annie Wolff en Jacques Presser.

- Gemeinsame Normdatei: 1027555365
- International Standard Name Identifier: 0000 0004 0034 0523
- Library of Congress Control Number: n2014016126
- Nationale Bibliotheek van Israël: 987012591275205171
- Nederlandse Thesaurus van Auteursnamen: 18158056X
- Virtual International Authority File: 274869661